# NGC 7397
NGC 7397 is een balkspiraalstelsel in het sterrenbeeld Vissen. Het hemelobject werd op 2 oktober 1856 ontdekt door de Ierse astronoom William Parsons.

## Synoniemen
- MCG 0-58-8
- ZWG 379.11
- PGC 69904